# Bodianus izuensis
Bodianus izuensis är en fiskart som beskrevs av Chuichi Araga och Yoshino, 1975. Bodianus izuensis ingår i släktet Bodianus och familjen läppfiskar. IUCN kategoriserar arten globalt som otillräckligt studerad. Inga underarter finns listade.

## Bildgalleri

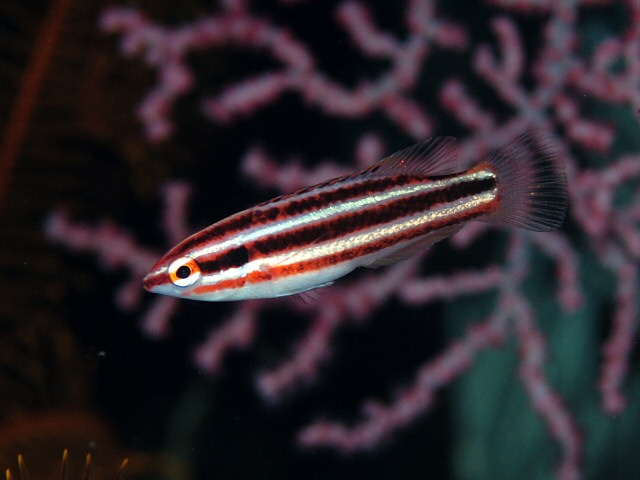